# OGLE-TR-211
OGLE-TR-211是一位在船底座恆星，前有發現一個行星環繞著它。